# Steven Hall
Steven Hall, angleški pisatelj, * 1975, Anglija

## Življenjepis
Diplomiral iz likovne umetnosti. Napisal veliko število gledaliških iger, glasbenih videov, konkretne proze in konceptualne umetnosti ter kratkih zgodb. 

## Ustvarjanje in dela
Njegov prvenec Zapiski o morskem psu (The Raw Shark Texts) je bil izdan leta 2007 in do sedaj preveden v številne jezike. Slovenski prevod je izdala Založba Sanje leta 2008. Po zgodbi naj bi posneli tudi film.